# Torneo de las Cinco Naciones 1979
El Torneo de las Cinco Naciones de 1979 fue la 85° edición del principal Torneo del hemisferio norte de rugby.
El campeón del torneo fue el seleccionado de Gales.

## Clasificación
| Lugar | Selección  | Partidos | Partidos | Partidos  | Partidos | Puntos  | Puntos    | Puntos | Tabla de puntos |
| Lugar | Selección  | Jugados  | Ganados  | Empatados | Perdidos | A favor | En contra | dif.   | Tabla de puntos |
| ----- | ---------- | -------- | -------- | --------- | -------- | ------- | --------- | ------ | --------------- |
| 1     | Gales      | 4        | 3        | 0         | 1        | 83      | 51        | +32    | 6               |
| 2     | Francia    | 4        | 2        | 1         | 1        | 50      | 46        | +4     | 5               |
| 3     | Irlanda    | 4        | 1        | 2         | 1        | 53      | 51        | +2     | 4               |
| 4     | Inglaterra | 4        | 1        | 1         | 2        | 24      | 52        | -28    | 3               |
| 5     | Escocia    | 4        | 0        | 2         | 2        | 48      | 58        | -10    | 2               |

## Resultados
| 20 de enero | Escocia | 13 - 19 | Gales | Estadio Murrayfield, Edimburgo |  |

| 20 de enero | Irlanda | 9 - 9 | Francia | Lansdowne Road, Dublín |  |

| 3 de febrero | Inglaterra | 7 - 7 | Escocia | Twickenham Stadium, Londres |  |

| 3 de febrero | Gales | 24 - 21 | Irlanda | Cardiff Arms Park, Cardiff |  |

| 17 de febrero | Francia | 14 - 13 | Gales | Parc des Princes, París |  |

| 17 de febrero | Irlanda | 12 - 7 | Inglaterra | Lansdowne Road, Dublín |  |

| 3 de marzo | Inglaterra | 7 - 6 | Francia | Twickenham Stadium, Londres |  |

| 3 de marzo | Escocia | 11 - 11 | Irlanda | Estadio Murrayfield, Edimburgo |  |

| 17 de marzo | Francia | 21 - 17 | Escocia | Parc des Princes, París |  |

| 17 de marzo | Gales | 27 - 3 | Inglaterra | Cardiff Arms Park, Cardiff |  |

## Premios especiales
- Triple Corona:  Gales